# 田口実佳
田口 実佳（たぐち みか、1992年1月29日 - ）は、茨城県出身のモデル・タレント。
ステージドア所属。

## 略歴・人物
- 高校1年生（16歳）の時に原宿でスカウトされ、現在の事務所に所属。
- 趣味は料理と読書（漫画）、特技はそろばん。

## 出演

### 雑誌・スチール
- 「CUTiE」 専属読者モデル
- 作画資料ポーズ集Vol.3（学校編）　【2009年12月】
- スコラ　ホワイトビキニーズ　　【2010年3月号】
- B-st. 【2011年2月号】

### テレビ
- テレビ朝日「シルシルミシル」ミンティアガールズ
- 日本テレビ「コレってアリですか?」再現VTR

### 映画
- 実写版「まいっちんぐマチコ先生」　(2009年9月) - 生徒役
- 「ガチバンMAX」　(監督：元木隆史)　- 女子高生役
- 「海浜警邏隊ピーチ＆チェリー」(監督：石川二郎)　門田さくら役
- 「空想アイドル7～みんなの夢はミナノユメ～」【宅配便】　(監督：島根義明)

- ミナノユメ（木下）役
- 「私の悲しみ」(監督：堀内博志)第12回TAMA NEW WAVE2011 グランプリ&女優賞 W受賞作品
- 「耳をかく女」(監督：堀内博志)※2012年11月公開作品

### 舞台
- 「新宿トワイライト」演出：江田真純) - チハル役　※2011年3月12日・13日公演

### CM
- 2010年度　ミンティアガールズ
- Bee TV「ダム泣き・化粧篇」
- 桃太郎電鉄WORLD EX出演
- アサヒフードアンドヘルスケア

「1本満足バー受験生も大満足!」篇

### WEB
- Dokumo Style. Specialインタビュー
- PEPSI NEX WEBSITE （SNAP）

### イベント
- 原宿スタイルコレクション　【2009年9月】
- 原宿スタイルコレクション　【2010年3月】